# Trigonelin
Trigonelin je alkaloid s funkčním vzorcem C7H7NO2. Jedná se o obojetný iont (zwitterion, amfiont), který vzniká methylací atomu dusíku niacinu. Trigonelin je vylučován močí u savců jakožto metabolit niacinu.
Trigonelin je možné izolovat z většiny rostlin, zejm. z japonské ředkve (Raphanus sativus cv. Sakurajima Daikon), pískavice řeckého sena (Trigonella foenum-graecum), hráchu setého, konopného semínka, ovse setého, brambor, čistců, jiřinek a krutikvětu. Vyšší koncentrace trigonelinu byla detekována také v kávovníku arabském.
Holtz, Kutscher a Theilmann zaznamenali jeho přítomnost i u řady zvířat.

## Chemické vlastnosti
Trigonelin je dobře rozpustný ve vodě a v alkoholech za vyšších teplot, méně rozpustný v alkoholech za nižších teplot a částečně v chloroformu a diethyletheru. Jeho soli snadno krystalizují z roztoků. Trigonelin poskytuje značné množství chlorozlatitanů; B•HCl•AuCl3 vzniká po přidání nadbytku chloridu zlatitého do roztoku hydrochloridu trigonelinu. Tato sloučenina má po rekrystalizaci z roztoku zředěné kyseliny chlorovodíkové teplotu tání 198 °C. Rekrystalizací z vodného roztoku nebo z velmi zředěného roztoku kyseliny chlorovodíkové jsou výsledným produktem tenké krystalky B4•3 HAuCl4 (teplota tání 186 °C).
Při zahřívání v uzavřené zkumavce s hydroxidem barnatým (120 °C) poskytuje trigonelin sloučeninu methylamin. V případě zahřívání s kyselinou chlorovodíkovou při teplotě 260 °C dochází ke vzniku chlormethanu a kyseliny nikotinové (forma vitaminu B3). Trigonelin je methylbetainem kyseliny nikotinové.